# Тапакуло чилійський
Тапакуло чилійський (Scytalopus fuscus) — вид горобцеподібних птахів родини галітових (Rhinocryptidae).

## Поширення
Ендемік Чилі. Поширений в центральній частині Чилі від півдня регіону Атакама до регіону Біобіо. Трапляється на схилах пагорбів і ярів з густою чагарниковою рослинністю, на висоті від 910 до 4000 м над рівнем моря.

## Опис
Птах завдовжки до 11 см. Він сірого забарвлення, зверху темніший і знизу світліший. Нижня частина спини і крупа мають коричневий відтінок, а боки іноді блідо-коричневі з чорними смугами.